# Aussparung (Architektur)
Bei einer Aussparung handelt es sich um eine Öffnung in Bauteilen für Installationen. Aussparungen werden in waagerechten Bauteilen (z. B. Decken) und auch in senkrechten Bauteilen (z. B. Wänden) vorgesehen.
Aussparungen werden für folgende Gewerke vorgesehen:
- Elektro
- Heizung
- Sanitär
- Lüftung

Die Aussparungen können folgende Form haben:
- Rund
- Eckig (Quadrat, Rechteck)
- Schlitz

In vielen Fällen werden sie nach erfolgter Installation wieder verschlossen. Dies kann auch aus Gründen des Brand-, Schall- und Wärmeschutzes erforderlich sein.
In Neubauten werden Aussparungen schon bei der Planung in Lage und Größe berücksichtigt. In Betonbauteilen wird zur Verstärkung neben der Aussparung eine Wechselbewehrung angeordnet.
Aussparungen werden für spätere Installationen auch vorsorglich angeordnet.

## Nachträgliche Aussparungen
Für spätere Installationen können nachträgliche Aussparungen erforderlich sein. Bei der Anordnung in tragenden Bauteilen ist die Standsicherheit dieser Bauteile zu beachten. Gegebenenfalls ist ein statischer Nachweis erforderlich. Es können bei größeren Aussparungen auch weitere konstruktive Maßnahmen erforderlich sein.
Hergestellt werden nachträgliche Aussparungen in Massivbauteilen wie Mauerwerk und Beton durch:
- Stemmen
- Kernbohrung
- Hochdruckwasserstrahltechnik

## Weblink
- Schlitze und Aussparungen